# Kolumbijski tinamu
Kolumbijski tinamu (lat. Crypturellus erythropus columbianus) je pripadnik roda Crypturellus iz reda tinamuovki koji živi u sjeverno-središnjoj Kolumbiji. Prirodno stanište su mu vlažne šume do nadmorske visine od 600 metara.

## Opis
Dug je oko 30 centimetara. Srednje je veličine i smećkaste je boje. Grlo mu je bijelo. Gornji dijelovi tijela su smeđi, kao i donji dijelovi, samo što su oni malo blijeđi.Noge su ružičasto-crvenkaste. Jako je sličan crvenonožnom tinamuu, samo je malo tamniji od njega.

## Status
Nekad se tretira kao posebna vrsta, a nekad kao podvrsta crvenonogog tinamua. SACC misli da je magdalenski tinamu posebna vrsta i podržava da se magdalenski tinamu odvoji od crvenonožnog. Godine 2007. ovaj tinamu uklonjen je s IUCN-ova Crvenog popisa.